# Visconde de Ribeiro da Silva
Visconde de Ribeiro da Silva é um título nobiliárquico criado por D. Luís I de Portugal, por Decreto de 26 de Novembro de 1873, em favor de Libânio Ribeiro da Silva, depois 1.º Conde de Ribeiro da Silva.
Titulares
1. Libânio Ribeiro da Silva, 1.º Visconde e 1.º Conde de Ribeiro da Silva.